# Rostély
A rostély a tüzelésre, fűtésre készített szerkezetek (tűzhely, tűzszekrény, kályha, kemence stb.) azon része, melyen a tüzelőanyag elég; egyrészt az elégetendő anyagot tartja, másrészt pedig az égéshez szükséges levegőt is átereszti. Rendszerint vasrudak, hasábok, lemezek alkotják, melyeket úgy helyeznek egymás mellé, hogy köztük megfelelő hézag maradjon. 
A rostélyrudak öntött vagy kovácsolt vasból készülnek, és a rostéllyal fedett terület nagysága részint a tüzelésre szánt anyagtól (fa, szén, szalma stb.), részint a rajta bizonyos idő alatt elégetendő anyag mennyiségétől függ. Nagy rostélyfelületeket találunk a gőzkazánoknál, gőzmozdonyoknál, ahol a gőzszükséglet nagysága megkívánja a nagy mérvű tüzelést. 
Van síkrostély, amely vízszintesen fekszik; ferde rostély, melyen a szénparázs vagy magától előre csúszik, vagy könnyen előre tolható; mozgó, illetve fordítható, lecsapható rostély, melynek segélyével a kiégett parázs és salak leereszthető. Van továbbá álló, valamint vízcsövekből készült rostély is, amelyek különleges tüzelő berendezésnél (Donneley-tüzelés, antracittüzelés) alkalmaznak. A rostély helyes méretei és hézagai nagy befolyással vannak a tüzelőanyag jó elégetésére, és amennyiben ez a rostéllyal magával a legtöbb esetben nem érhető el, föléje még lángvisszatartó boltozatot vagy egyéb berendezést is szoktak alkalmazni.